# Dimităr Popov
Dimităr Iliev Popov (in bulgaro Димитър Илиев Попов?; Kula, 26 giugno 1927 – 5 dicembre 2015) è stato un giurista e politico bulgaro. Fu l'ultimo primo ministro della Repubblica Popolare di Bulgaria, prima della caduta del sistema socialista che aveva guidato il paese dal 1946.
Popov, che non aveva alcuna affiliazione politica, fu scelto per la sua imparzialità come membro del ramo giudiziario, al fine di guidare un governo di transizione dopo le dimissioni di Andrej Lukanov nel dicembre 1990 dopo una dimostrazione di massa ed uno sciopero generale. Come primo ministro Popov guidò il proprio paese durante la stesura della nuova costituzione e durante le prime elezioni libere. Anche se supervisionò l'inizio della politica di privatizzazione, il governo di Popov non fu altro che un'amministrazione di custodia.